# 양산 통도사 석당간
양산 통도사 석당간(梁山 通度寺 石幢竿)은 대한민국 경상남도 양산시 하북면 통도사에 있는 당간이다. 
2004년 3월 18일 경상남도의 유형문화재 제403호 통도사 석당간으로 지정되었다가, 2018년 12월 20일 현재의 명칭으로 변경되었다.

## 개요
통도사 석당간은 기단부(基壇部) 전체가 후대에 와서 중수된 것이다. 지주(支柱)는 당간과 함께 조립하였으나, 지상에 노출된 부위만 가공된 상태이고, 표토 부위에서부터 지하 2m가량 묻힌 부분은 가공되지 않은 원석이다.
기단부는 전반적으로 후대 중수 시에 개수·보완한 것으로 추정된다. 마치 탑의 기단부와 같이 장대석을 놓아 사방의 하대 윤곽을 잡은 다음 다시 간격을 좁혀 조금 짧은 장대석으로 기단을 만들고, 기단석 양쪽(남북)에 지주가 맞물릴 수 있도록 유구(有溝)가 있다.
그리고 지주 상하에는 타원형으로 2개의 간공(竿孔)을 만들고, 동서 방향으로 장대석을 보완한 다음 다시 중앙에 간대(竿臺)를 놓고 당간(幢竿)을 세웠다. 당간 중앙(中央)에는 「나무아미타불(南無阿彌陀佛)」이라는 명문이 음각되어 있다.
통도사의 석당간은 원래의 형태는 아니고, 후대에 보수하면서 다소 변형된 상태라 할 수 있다. 당간이 현존하는 사례는 흔하지 않으며 제작 시기는 기단의 구조나 지주의 규모 등으로 미루어 보아 여말 선초로 추정되므로 가치가 있다.

## 같이 보기
- 통도사
- 당간
- 당간지주

## 참고 자료
- 양산 통도사 석당간 - 국가유산청 국가유산포털